# Diam 24
Le Diam 24 est une classe de trimaran de course utilisée pour le Tour de France à la voile à partir de 2015.